# Кислиця Володимир Анатолійович
Володимир Анатолійович Кислиця (нар. 21 вересня 1958, місто Лисичанськ Луганської області) — український радянський діяч, тесляр-бетонник будівельного управління № 4 Всесоюзного об'єднання «Союзенергожитлобуд» Кримської області. Депутат Верховної Ради УРСР 11-го скликання.

## Біографія
Освіта середня. 
У 1979—1980 роках — електрослюсар-автоматник шахти імені XXI з'їзду КПРС Донецької області.
З 1980 року — тесляр-бетонник, з 1985 року — бригадир монтажників будівельного управління № 4 Всесоюзного об'єднання «Союзенергожитлобуд» Кримської області.
Потім — на пенсії в місті Щолкіне Автономної Республіки Крим.

## Нагороди
- ордени
- медалі